# USCGC Cactus (WLB-270)
USCGC Cactus (WLB-270) – amerykańska jednostka pomocniczo-zaopatrzeniowa (ang. sea going buoy tender) (WLB). Był okrętem głównym stuosiemdziesięciostopowych jednostek typu Cactus.
"Cactus" początkowo został zaprojektowany dla United States Lighthouse Service. Ostateczny projekt został zrealizowany przez Marine Iron and Shipbuilding Corporation w Duluth. 31 marca 1941 położono stępkę, a kadłub zwodowano 25 listopada 1941. Okręt wszedł do służby 1 września 1942. Koszt kadłuba z maszynownią wynosił 782 381 dolarów.
"Cactus" był jednym z 39 jednostek stuosiemdziesięciostopowych pełnomorskich jednostek do obsługi bój nawigacyjnych (ang. seagoing buoy tenders) zbudowanych w latach 1942-1944. Wszystkie poza USCGC "Ironwood" (WLB-307) zostały zbudowane w Duluth.
"Cactus" został wycofany ze służby w 1971, po wejściu na mieliznę. Następnie Straż Przybrzeżna sprzedała uszkodzoną jednostkę, która została przerobiona na barkę dla użytku w Pacific Northwest. "Cactus" stał przez kilka lat zakotwiczony bez pozwolenia w Tacoma w stanie Washington. Następnie był w King County w pobliżu Maury Island w latach 2003-2008.